# Parque nacional Sierra de San Pedro Mártir
El Parque Nacional Sierra de San Pedro Mártir comprende la porción boscosa ubicada dentro del sistema montañoso de la Sierra de San Pedro Mártir. Se trata de una de las pocas extensiones de bosque de montaña que se ubican en la Península de Baja California. Cuenta con una variedad de especies de coníferas y sirve de importante refugio para la fauna de la península entre cuyas especies, algunas de carácter endémico se puede observar al borrego cimarrón.
Se ubica en la porción central del estado mexicano de Baja California, cuya zona corresponden a los límites de las delegaciones Puertecitos en el municipio de San Felipe, San Quintín en el municipio de San Quintín y Punta Colonet en el municipio de Ensenada. La zona se exploró por vez primera hacia 1701 por las expediciones llevadas a cabo por Eusebio Francisco Kino, pero la orden dominica fue quien fundó la primera misión en el lugar.
Dentro de los límites del parque nacional, en la elevación montañosa conocida como el Cerro de la Cúpula, a 2,830 m de altitud, se estableció en el año de 1971, el Observatorio Astronómico Nacional de México, el cual es el segundo más importante de Latinoamérica. La UNAM escogió este parque por ser el mejor punto en México por la cantidad de noches despejadas por año y por la calidad de la atmósfera que es extraordinariamente transparente y adecuada para hacer observaciones astronómicas en infrarrojo. En 2015, el Observatorio agregó un nuevo telescopio robótico denominado Bootes-5, cuya función será buscar eventos transitorios que no se clasifiquen como cometas, asteroides y estallidos gamma, más bien una radiación de alta energía que no entra a la atmósfera.

## Aspectos físicos

### Ubicación
Se encuentra ubicado en el Estado Mexicano de Baja California, en la porción correspondiente al municipio de Ensenada y a unos 200 kilómetros de la capital estatal, la ciudad de Mexicali, aunque el principal acceso es por la ciudad de Ensenada. El acceso principal es partiendo del km 140 de la carretera 1.
Se encuentra localizado justamente en la parte norte de la Sierra de San Pedro Mártir, uno de los varios sistemas montañosos que conforman la cordillera de la llamada Sierra Bajacaliforniana o cordillera transpeninisular

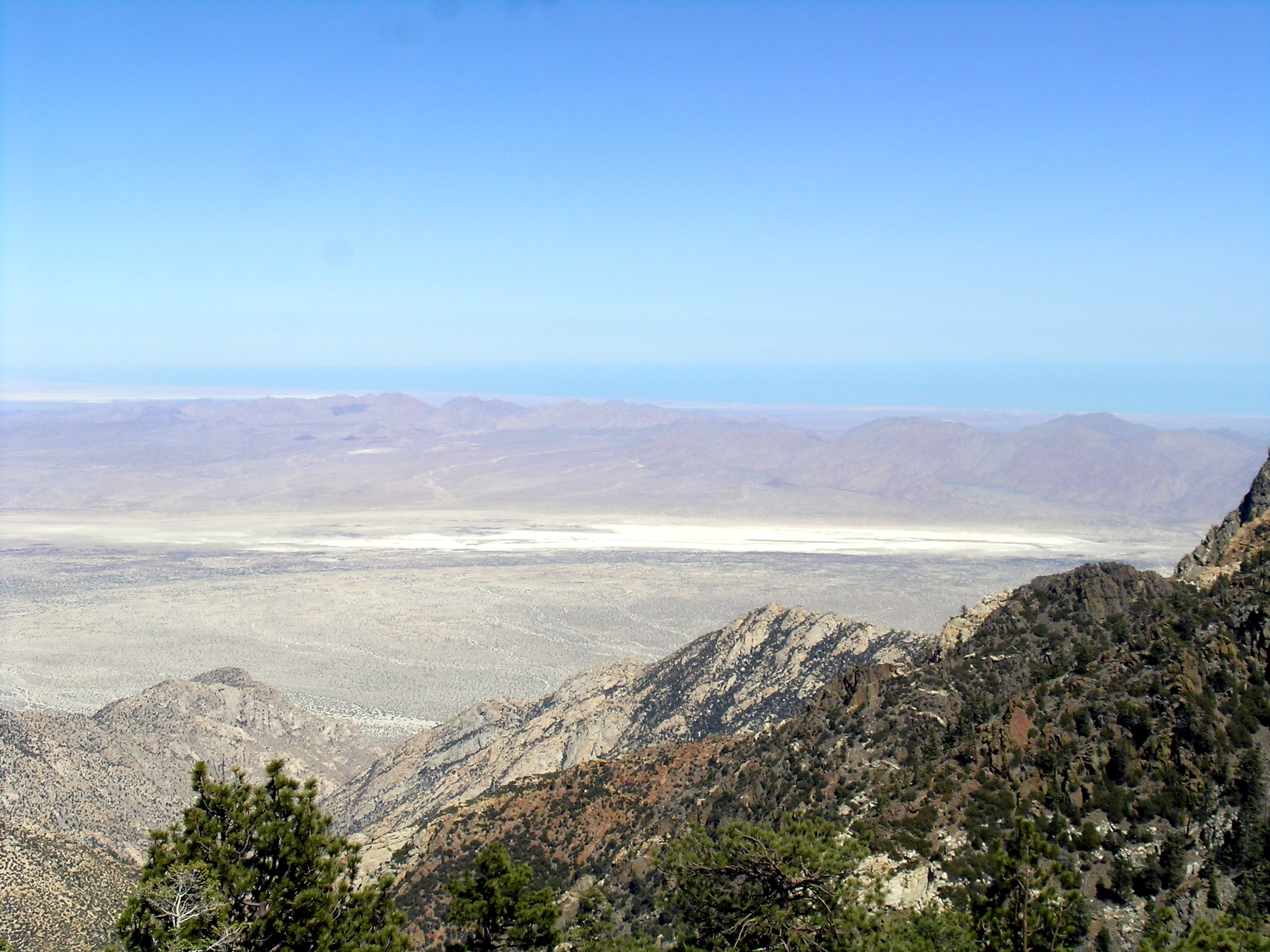
Desde las partes más elevadas de este parque se pueden apreciar tanto el desierto como las aguas del mar (al fondo).

### Orografía
Toda la extensión del parque queda ubicada dentro de la cadena montañosa que se denomina como la Sierra de San Pedro Mártir, la cual está ubicada en la porción Centro-Norte que corresponde a la Península de Baja California. Es posible que estas elevaciones se hayan originado hacia la era Paleozoica, lo cual demuestran los sustratos obtenidos en la región. La extensión boscosa se encuentra rodeada por grandes desiertos, destacando en la porción Oriental el desierto de San Felipe. Lo anterior ocasiona que este lugar sea uno de los "oasis" o reductos forestales de la península con características endémicas de flora y fauna propios que lo convierten en un de zonas más importantes de México y del mundo.
La altura máxima del parque es de 3.096 msnm, que corresponde al denominado Picacho del Diablo en la parte Oriental. Cuenta con varia elevaciones que, por tratarse de una cordillera de plegamiento sinclinal, forman los cerros así como algunos cañones y barrancas en las zonas abruptas.
La parte oriental contiene depresiones abruptas que forman barrancos y cañadas, no siendo así del lado Poniente que presenta un suave y ligero declive.

### Hidrografía
A lo largo de la sierra la zona cuenta con pequeños cauces de poco tamaño en las partes altas, que van formando arroyos en las partes bajas; algunos de estos arroyos se forman solo en época de lluvias. Estos no cuentan con mayor extensión.

### Clima
En la sierra de San Pedro Mártir existen los climas más fríos de Baja California. 
En invierno, la nieve suele bloquear el acceso a sus partes más altas. Los vientos de la región del Pacífico norte durante esta temporada traen frentes asociados y lluvias regulares.  En esta temporada, cuando la humedad fluye del suroeste, hay mayor precipitación en las partes altas y se forma una sombra de lluvia en la vertiente este.
En verano, el clima es lluvioso y fresco y se cubre todo de un gran verdor y una belleza inusitada. En esta temporada sucede lo contrario con la humedad, la cual viene del sureste y origina lluvias colectivas en las montañas, en tanto que en la vertiente occidental no existe convección debido a la presencia de los vientos ascendentes del Pacífico. Por esto, en la vertiente Oeste predomina casi exclusivamente las lluvias de invierno, mientras que en el Este las de verano.
Debido a la altitud de la sierra, se dan climas excepcionales; entre los 1000 y 2000 msnm se encuentran un clima templado húmedo con lluvias en invierno (clima mediterráneo), con verano cálido y con verano fresco respectivamente y algo extremosos. En altitudes superiores a los 2000 msnm el clima es húmedo con lluvias en invierno, semifrío con temperatura media anual entre 5° y 12 °C, con verano largo y fresco.
Además, es la región más lluviosa de toda la península que la hace cumplir una función reguladora del clima, esencial para el ciclo vital.
.
| Parámetros climáticos promedio de Observatorio Astronómico de San Pedro Mártir (2.790 msnm) | Parámetros climáticos promedio de Observatorio Astronómico de San Pedro Mártir (2.790 msnm) | Parámetros climáticos promedio de Observatorio Astronómico de San Pedro Mártir (2.790 msnm) | Parámetros climáticos promedio de Observatorio Astronómico de San Pedro Mártir (2.790 msnm) | Parámetros climáticos promedio de Observatorio Astronómico de San Pedro Mártir (2.790 msnm) | Parámetros climáticos promedio de Observatorio Astronómico de San Pedro Mártir (2.790 msnm) | Parámetros climáticos promedio de Observatorio Astronómico de San Pedro Mártir (2.790 msnm) | Parámetros climáticos promedio de Observatorio Astronómico de San Pedro Mártir (2.790 msnm) | Parámetros climáticos promedio de Observatorio Astronómico de San Pedro Mártir (2.790 msnm) | Parámetros climáticos promedio de Observatorio Astronómico de San Pedro Mártir (2.790 msnm) | Parámetros climáticos promedio de Observatorio Astronómico de San Pedro Mártir (2.790 msnm) | Parámetros climáticos promedio de Observatorio Astronómico de San Pedro Mártir (2.790 msnm) | Parámetros climáticos promedio de Observatorio Astronómico de San Pedro Mártir (2.790 msnm) | Parámetros climáticos promedio de Observatorio Astronómico de San Pedro Mártir (2.790 msnm) |
| Mes                                                                                         | Ene.                                                                                        | Feb.                                                                                        | Mar.                                                                                        | Abr.                                                                                        | May.                                                                                        | Jun.                                                                                        | Jul.                                                                                        | Ago.                                                                                        | Sep.                                                                                        | Oct.                                                                                        | Nov.                                                                                        | Dic.                                                                                        | Anual                                                                                       |
| ------------------------------------------------------------------------------------------- | ------------------------------------------------------------------------------------------- | ------------------------------------------------------------------------------------------- | ------------------------------------------------------------------------------------------- | ------------------------------------------------------------------------------------------- | ------------------------------------------------------------------------------------------- | ------------------------------------------------------------------------------------------- | ------------------------------------------------------------------------------------------- | ------------------------------------------------------------------------------------------- | ------------------------------------------------------------------------------------------- | ------------------------------------------------------------------------------------------- | ------------------------------------------------------------------------------------------- | ------------------------------------------------------------------------------------------- | ------------------------------------------------------------------------------------------- |
| Temp. máx. abs. (°C)                                                                        | 12.8                                                                                        | 16.2                                                                                        | 13.5                                                                                        | 15.4                                                                                        | 19.1                                                                                        | 23.4                                                                                        | 23.3                                                                                        | 21.3                                                                                        | 20.5                                                                                        | 17.4                                                                                        | 13.7                                                                                        | 8.8                                                                                         | 23.4                                                                                        |
| Temp. máx. media (°C)                                                                       | 1.2                                                                                         | 3.4                                                                                         | 8.2                                                                                         | 10.3                                                                                        | 11.3                                                                                        | 18.5                                                                                        | 17.6                                                                                        | 19.3                                                                                        | 16.0                                                                                        | 13.2                                                                                        | 7.6                                                                                         | 1.8                                                                                         | 10.7                                                                                        |
| Temp. media (°C)                                                                            | 2.8                                                                                         | −0.3                                                                                        | 4.8                                                                                         | 6.6                                                                                         | 7.7                                                                                         | 14.9                                                                                        | 15.0                                                                                        | 16.6                                                                                        | 13.3                                                                                        | 10.2                                                                                        | 3.9                                                                                         | −2.2                                                                                        | 7.8                                                                                         |
| Temp. mín. media (°C)                                                                       | −5.7                                                                                        | −4.2                                                                                        | 1.3                                                                                         | 2.8                                                                                         | 4.1                                                                                         | 11.2                                                                                        | 12.3                                                                                        | 14.0                                                                                        | 10.6                                                                                        | 7.2                                                                                         | 0.2                                                                                         | −5.4                                                                                        | 4                                                                                           |
| Temp. mín. abs. (°C)                                                                        | −10.7                                                                                       | −16.6                                                                                       | −10.3                                                                                       | −10.7                                                                                       | −5.3                                                                                        | 6.0                                                                                         | 8.2                                                                                         | 11.8                                                                                        | 6.0                                                                                         | −3.4                                                                                        | −9.4                                                                                        | −15.1                                                                                       | −16.6                                                                                       |
| Precipitación total (mm)                                                                    | 80.7                                                                                        | 20.9                                                                                        | 53.9                                                                                        | 12.7                                                                                        | 7.4                                                                                         | 0.8                                                                                         | 37.1                                                                                        | 45.2                                                                                        | 23.9                                                                                        | 3.9                                                                                         | 41.2                                                                                        | 54.4                                                                                        | 382.1                                                                                       |
| Días de lluvias (≥ 1 mm)                                                                    | 6.2                                                                                         | 2.0                                                                                         | 4.0                                                                                         | 1.8                                                                                         | 1.0                                                                                         | 0.1                                                                                         | 2.6                                                                                         | 3.3                                                                                         | 2.5                                                                                         | 0.6                                                                                         | 3.4                                                                                         | 3.4                                                                                         | 30.9                                                                                        |
| Fuente: Universidad Nacional Autónoma de México                                             |                                                                                             |                                                                                             |                                                                                             |                                                                                             |                                                                                             |                                                                                             |                                                                                             |                                                                                             |                                                                                             |                                                                                             |                                                                                             |                                                                                             |                                                                                             |

## Flora y fauna
De acuerdo al Sistema Nacional de Información sobre Biodiversidad de la Comisión Nacional para el Conocimiento y Uso de la Biodiversidad (CONABIO) en el Parque Nacional Sierra de San Pedro Mártir habitan más de 1,105 especies de plantas y animales de las cuales 47 se encuentra dentro de alguna categoría de riesgo de la Norma Oficial Mexicana NOM-059  y 63 son exóticas,

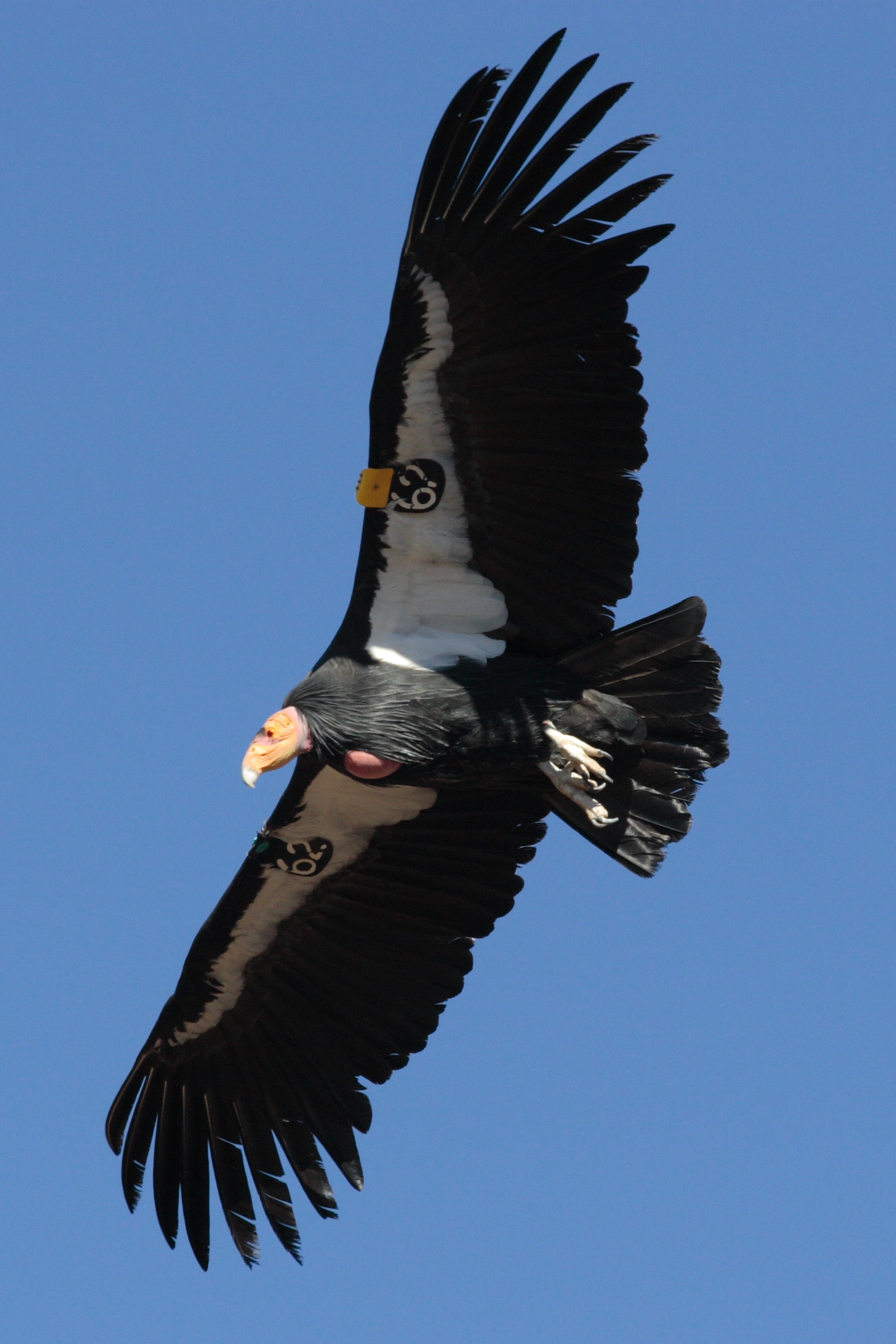
el Cóndor de California, una de las especies que ha sido reintroducida en la Península de California, tiene su hábitat en este lugar.

### Flora
El camino hacia las montañas de la sierra se caracteriza por matorral desértico marítimo dominado por rosa silvestre, trompo, pitaya agria y cochal, pasando a chaparral dominado por palo blanco, toyón y fresnillo. Mientras que en la parte alta de la sierra es un bosque de pino oyamel con especies dominantes como el pino jeffrey, el abeto blanco, el pino y el pino dulce, así como vegetación de chaparral dominado por especies como el chamizo, encinillo, manzanita, chamizo colorado, lentisco y yerba santa.
En cuanto a las porciones de los bosque de coníferas, la especie dominante es el Pinus jeffreyii, donde también en distribución general se encuentran P. murrayana, P. lambertiana, P. Monophyla, Abies concolor, Libocedrus decurrens, Cupressus montana y Populus tremuloides alrededor de praderas y en bordes de los arroyos. 
Hay además, sucesiones de comunidades vegetales desde las alturas medias hasta el desierto en donde proliferan árboles (encinos, alisos, álamos, sauces), hasta matorrales, arbustos y cactáceas. Sólo en lo que es el parque nacional se han encontrado 142 especies vegetales.

### Fauna
En San Pedro Mártir existen y se conocen más de 100 especies de aves, entre ellas algunas endémicas como: pájaros carpinteros, guajolotes, colibríes, águilas, halcones, buitres, y algunas migratorias como patos y gansos.
Entre las subespecies de las águilas se encuentran las águilas reales y las águilas calvas. También se encuentran algunas especies observadas en 1998 como la lechuza norteña, el mosquerito oscuro, el clarín norteño, el zorzalito colirrufo, el chipe ermitaño, el rascador migratorio y el gorrión rascador.
También se han observado en la Sierra piñoneros y el famoso cóndor de California. El último reporte de este ejemplar en la sierra de San Pedro Mártir fue en 1937 en el sitio conocido como La Encantada.
Mamíferos: puma, gato montés, venado cola negra, borrego cimarrón, zorrillo, coyote y 30 diferentes especies de murciélagos. Además de una población reintroducida en cooperación binacional México - Estados Unidos de Cóndor de California, la cual ha producido el segundo polluelo de Cóndor en la cordillera desde la década de 1930 este segundo polluelo es llamado "Inyaa" (del kiliwa: sol) por ecologistas locales.

## Actividades recreativas
Campamento, excursionismo, alpinismo en la montaña denominada Picacho del Diablo; observación de paisajes y la observación de vida silvestre, así como la práctica de rapel.

## Exploraciones en la zona

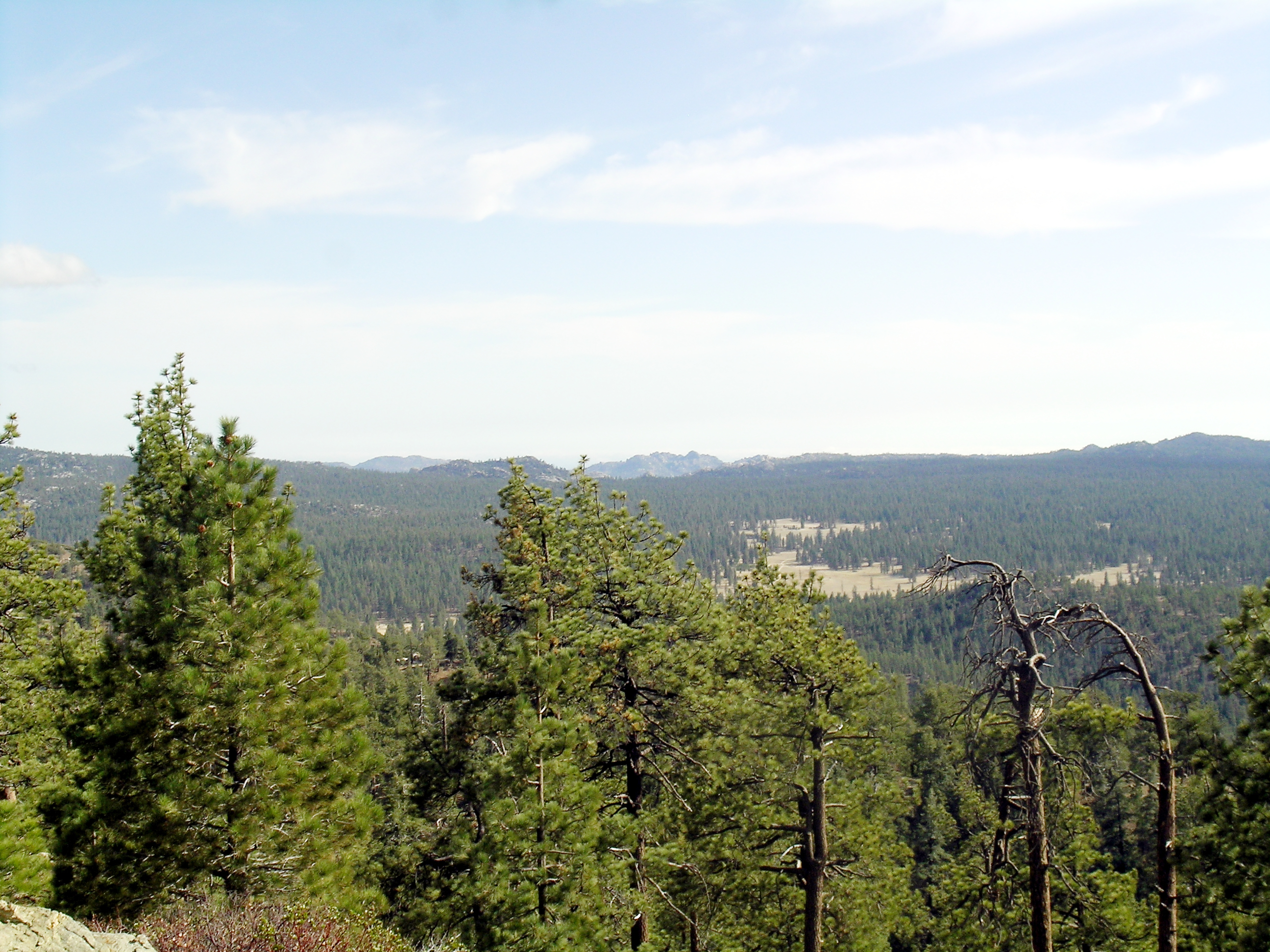
Vista de uno de los valles dentro del parque nacional, poblado por coníferas.

Las primeras exploraciones en esta región fueron realizadas por la orden jesuita durante la labor de evangelización que llevaron a cabo en el entonces territorio novohispano de las Californias. Fue quizá la exploración más destacada la que se llevó hacia el año de 1701, siendo encabezada por el padre Eusebio Francisco Kino y el padre Wenceslao Link.
Más tarde con la expulsión de dicha orden, los dominicos continúan la labor y fundan en este lugar la Misión de San Pedro Mártir de Verona, de la cual solo quedan las ruinas. Ésta se ubicaba en lo que comprende el lado sur del parque.